# Nawabganj (district)
Pour la ville, voir Nawabganj.
Nawabganj est un district du Bangladesh. Il est situé dans la division de Rajshahi. La ville principale est Nawabganj.

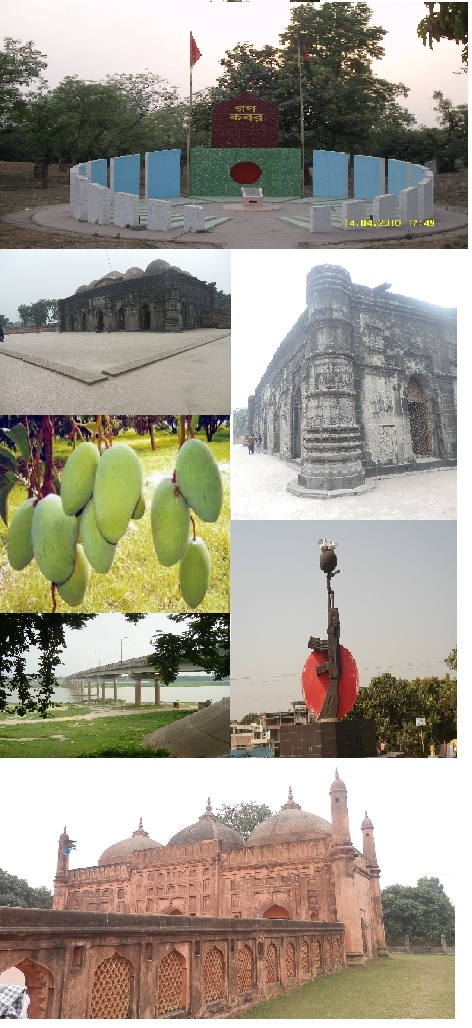
Points de repère de Chapainawabganj (dans le sens des aiguilles d'une montre à partir du haut) : Gono kabar (fosse commune), mosquée Sona (vue latérale), statue de la guerre de libération, mosquée Tohakhana, pont du capitaine Jahangir, mangues, mosquée Sona